# Альбін Бюль
Альбін Бюль (нім. Albin Bühl) — німецький льотчик-ас, оберфлюгмайстер кайзерліхмаріне.

## Біографія
Учасник Першої світової війни. З кінця 1917 року літав у складі морської фронтової ескадрильї. Після трьох перемог перейшов до складу 4-ї морської польової винищувальної ескадрильї.
Всього за час бойових дій здобув 6 перемог, ще одна залишилась непідтвердженою.